# لوسرن، شهرستان لیک، کالیفرنیا
لوسرن (به انگلیسی: Lucerne) یک منطقهٔ مسکونی در ایالات متحده آمریکا است که در شهرستان لیک، کالیفرنیا واقع شده‌است. لوسرن ۱۲٫۹۱۹ کیلومتر مربع مساحت و ۳٬۰۶۷ نفر جمعیت دارد و ۴۰۵ متر بالاتر از سطح دریا واقع شده‌است.